# Joseph Henry Conroy
Joseph Henry Conroy (* 8. November 1858 in Watertown, New York, USA; † 20. März 1939 in Ogdensburg) war ein US-amerikanischer Geistlicher und römisch-katholischer Bischof von Ogdensburg.

## Leben
Joseph Henry Conroy besuchte das St. Michael’s College in Toronto. Anschließend studierte Conroy Philosophie und Katholische Theologie am St. Joseph’s Seminary in Troy. Er empfing am 11. Juni 1881 das Sakrament der Priesterweihe für das Bistum Ogdensburg.
Anschließend war Joseph Henry Conroy als Seelsorger in Churubusco, New York tätig. Danach wurde er Pfarrer in Rouses Point. Im April 1883 wurde Conroy Rektor der Cathedral of St. Mary in Ogdensburg. Joseph Henry Conroy wurde im März 1901 Generalvikar des Bistums Ogdensburg. Im Oktober 1905 wurde ihm der Ehrentitel eines Päpstlichen Hausprälaten verliehen.
Am 11. März 1912 ernannte ihn Papst Pius X. zum Titularbischof von Arindela und bestellte ihn zum Weihbischof in Ogdensburg. Der Erzbischof von New York, John Murphy Kardinal Farley, spendete ihm am 1. Mai desselben Jahres die Bischofsweihe; Mitkonsekratoren waren der Bischof von Ogdensburg, Henry Gabriels, und der Bischof von Buffalo, Charles Henry Colton.
Am 21. November 1921 ernannte ihn Papst Benedikt XV. zum Bischof von Ogdensburg. Die Amtseinführung erfolgte am 22. Januar 1922.